# La chica del café
La chica del café (The Girl in the Café) es una película para televisión, producida por la BBC y la HBO y protagonizada por Bill Nighy y Kelly Macdonald. 

## Sinopsis
Trata sobre la vida de Lawrence (Bill Nighy), un tímido y maduro funcionario británico, se enamora de Gina (Kelly Macdonald), una enigmática joven, en el marco de una reunión del G8, en Reikiavik. Sin embargo su relación se verá puesta a prueba por las obligaciones profesionales de Lawrence.